# BM-24

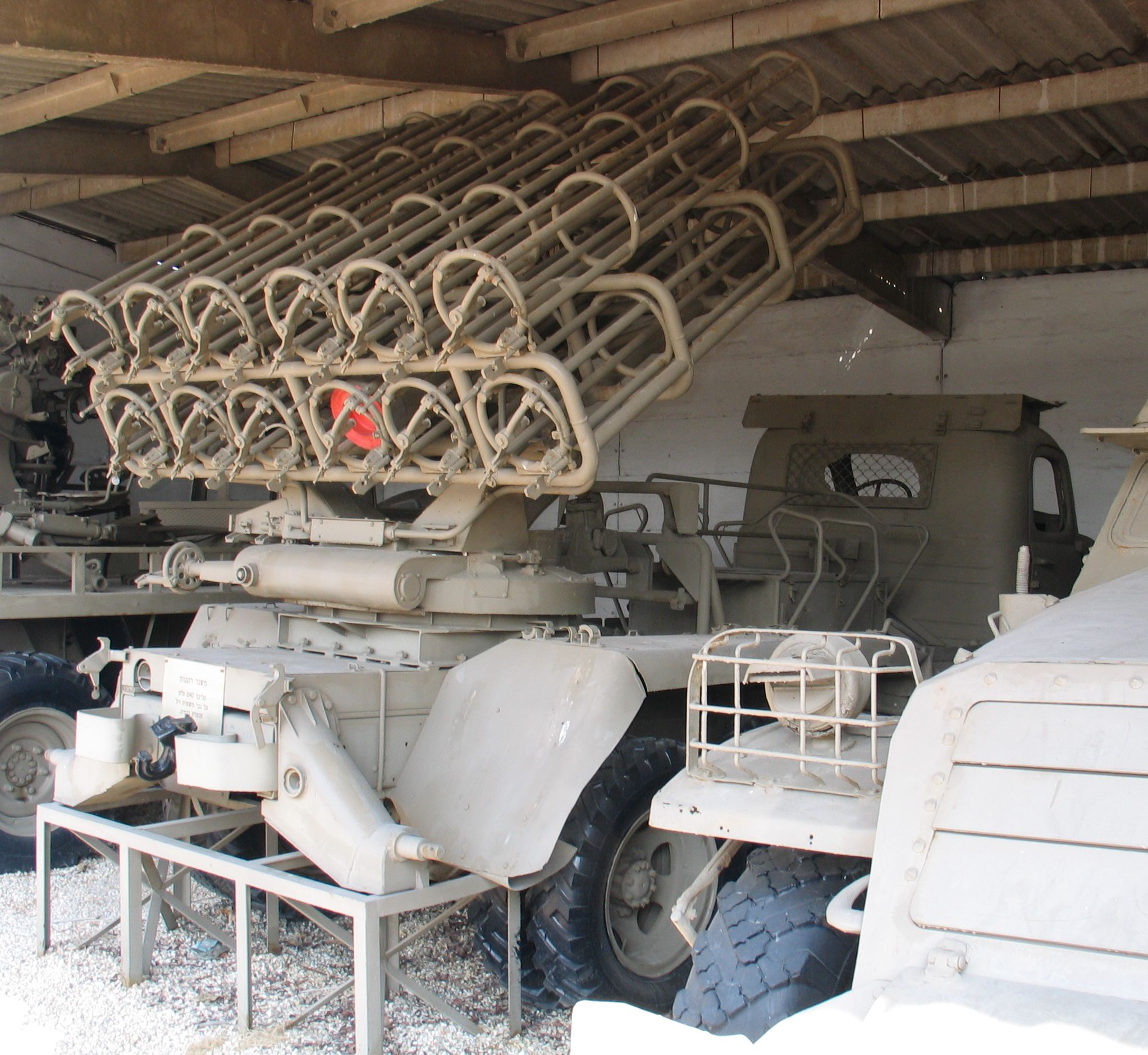
BM-24 w muzeum Batey ha-Osef

BM-24 (kod GRAU 8U31) – sowiecka wyrzutnia pocisków rakietowych na podwoziu samochodu ZiS-151 pochodząca z lat 50. BM-24 miała dwanaście prętowych wyrzutni o długości dwóch metrów. Z prowadnic odpalane były pociski burzące M-24, burzące dalekonośne UD i chemiczne MS-24 kalibru 240 mm.